# Llyn Nantlle Uchaf
Llyn Nantlle Uchaf är en sjö i Storbritannien.   Den ligger i kommunen Gwynedd och riksdelen Wales, i den sydvästra delen av landet, 300 km nordväst om huvudstaden London. Llyn Nantlle Uchaf ligger 97 meter över havet. Arean är 0,23 kvadratkilometer. Trakten runt Llyn Nantlle Uchaf består i huvudsak av gräsmarker. Den sträcker sig 0,5 kilometer i nord-sydlig riktning, och 0,8 kilometer i öst-västlig riktning.